# Glukoza 6-fosfat izomeraza
Glukoza 6-fosfat izomeraza, (alternativno poznata kao fosfoglukozna izomeraza ili fosfoheksozna izomeraza), je enzim (EC 5.3.1.9) koji katalizuje konverziju glukoze 6-fosfata u fruktozu 6-fosfat u drugom stepenu glikolize. Ona nije "glukozna izomeraza". Glukozna izomeraza je zajedničko ime za D-ksilozne izomeraze (EC 5.3.1.5) koje se koriste u industrijskoj preradi kukuruznog sirupa.
Ljusdska varijanta ovog enzima je kodirana GPI genom.

## U glikolizi
| α--Glukoza 6-fosfat | Fosfoglukozna izomeraza | Fosfoglukozna izomeraza | β--Fruktoza 6-fosfat |
|                     |                         |                         |                      |
|                     |                         |                         |                      |
|                     |                         |                         |                      |
|                     |                         |                         |                      |
|                     |                         |                         |                      |
|                     | fosfoglukozna izomeraza |                         |                      |

Јedinjenje C00668 u KEGG Metabolički put bazi podataka. Enzim 5.3.1.9 u KEGG Metabolički put bazi podataka. Јedinjenje C05345 u KEGG Metabolički put bazi podataka. Reakcija R00771 u KEGG Metabolički Put bazi podataka.

## Kao glukozna izomeraza
| D-Glukoza | Fosfoglukozna izomeraza | Fosfoglukozna izomeraza | D-Fruktoza |
|           |                         |                         |            |
|           |                         |                         |            |
|           |                         |                         |            |
|           |                         |                         |            |
|           |                         |                         |            |
|           | fosfoglukozna izomeraza |                         |            |

## Druge funkcije
Postoji evidencija da fosfoglukozna izomeraza koju proizvode i izlučuju bela krvna zrnca dejstvuje kao molekularni glasnik. Ona reguliše rast nekoliko različitih ćelijskih tipova.

## Patologija
Deficijencija fosfoglukoza izomeraze je odgovorna za 4% hemolitičkih anemija usled glikolitičke enzimske deficijencije.

## Literatura
- Nicholas C. Price; Lewis Stevens (1999). Fundamentals of Enzymology: The Cell and Molecular Biology of Catalytic Proteins (Third изд.). USA: Oxford University Press. ISBN 019850229X.
- Eric J. Toone (2006). Advances in Enzymology and Related Areas of Molecular Biology, Protein Evolution (Volume 75 изд.). Wiley-Interscience. ISBN 0471205036.
- Branden C; Tooze J. Introduction to Protein Structure. New York, NY: Garland Publishing. ISBN 0-8153-2305-0.
- Irwin H. Segel. Enzyme Kinetics: Behavior and Analysis of Rapid Equilibrium and Steady-State Enzyme Systems (Book 44 изд.). Wiley Classics Library. ISBN 0471303097.
- William P. Jencks (1987). Catalysis in Chemistry and Enzymology. Dover Publications. ISBN 0486654605.

## Spoljašnje veze
- Glukoza-6-fosfat izomeraza na